# Abraxas syngenica
Abraxas syngenica är en fjärilsart som beskrevs av Eugen Wehrli 1935. Abraxas syngenica ingår i släktet Abraxas och familjen mätare. Inga underarter finns listade i Catalogue of Life.